# Crocidura nigrofusca
Crocidura nigrofusca är en däggdjursart som beskrevs av Paul Matschie 1895. Crocidura nigrofusca ingår i släktet Crocidura och familjen näbbmöss. IUCN kategoriserar arten globalt som livskraftig. Inga underarter finns listade i Catalogue of Life.
Denna näbbmus förekommer i centrala och östra Afrika från södra Etiopien till södra Tanzania och västerut till östra Angola. Den lever främst i låglandet men den når ibland 2000 meter över havet eller lite högre. Crocidura nigrofusca vistas i fuktiga skogar.
Den mjuka och täta pälsen på ovansidan bildas av 4 till 5 mm långa hår som är grå nära roten och annars svartbrun. Även undersidans päls och svansen har en svartbrun färg som kan vara lite ljusare än ryggen.